# Oqaatsut

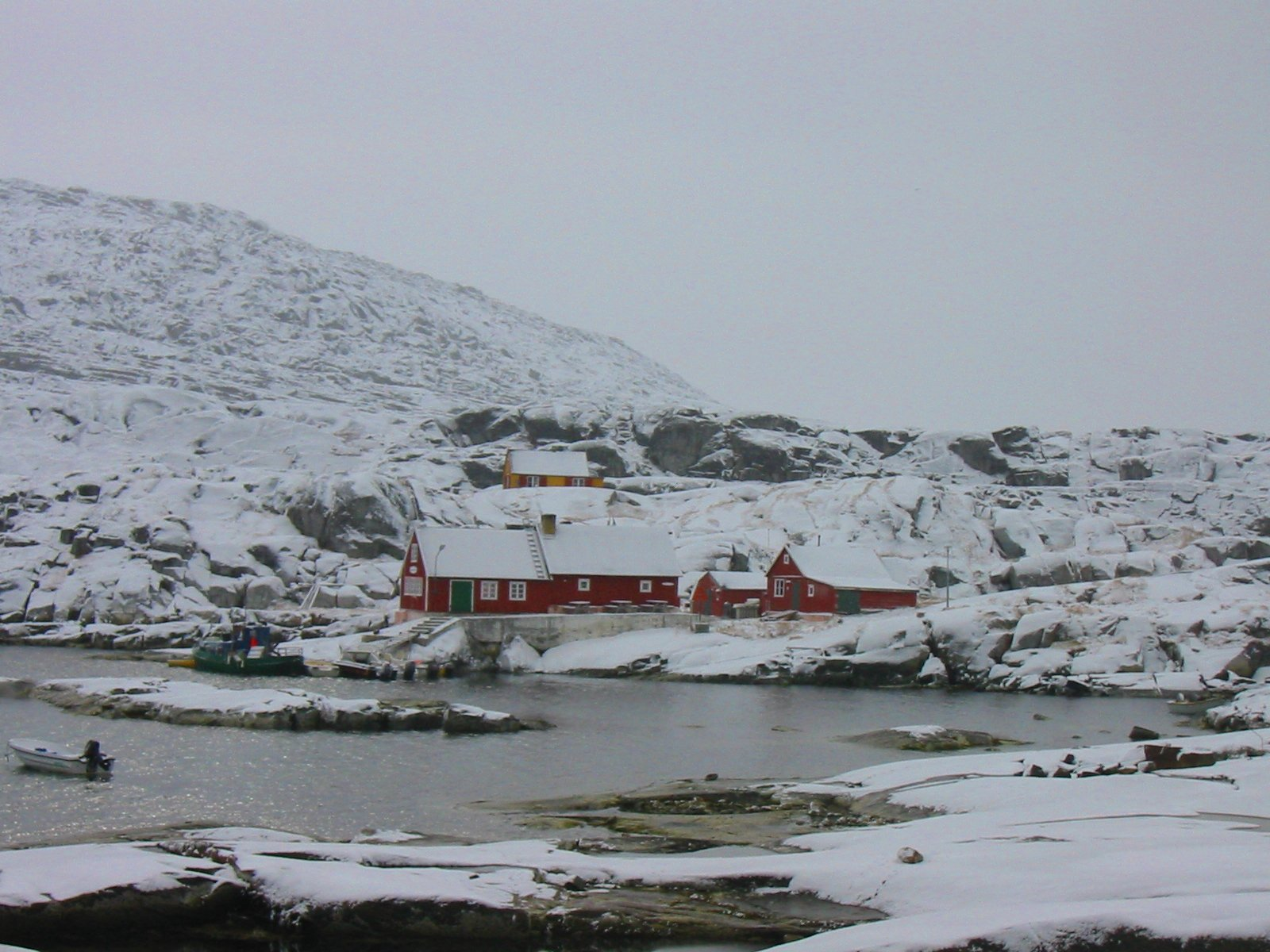
Oqaatsut no inverno.

Oqaatsut (antigamente: Oqaitsut ou Rodebay) é um assentamento no município de Avannaata, oeste da Gronelândia. O assentamento tinha 46 habitantes em 2010.

## Geografia
O assentamento está localizado numa pequena península saliente fora do continente, banhada pela Baía de Disko, a aproximadamente 22km a norte de Ilulissat.

## Transporte
Devido à proximidade com o Aeroporto de Ilulissat não há ligação aérea entre Oqaatsut e Ilulissat. A Air Greenland opera voos para assentamentos mais a norte: Qeqertaq e Saqqaq. Durante o verão e o outono, quando as águas da Baía de Disko são navegáveis, o transporte e comunicação entre assentamentos é feito somente por mar, operado pela Diskoline. São feitas viagens através de ferry de Oqaatsut para Qeqertaq, Saqqaq e Ilulissat.

## População
A população de Oqaatsut diminuiu um terço, estabilizando-se na década de 2000.